# Gare d’Onville
Gare d’Onville vasútállomás Franciaországban, Onville településen.

## Vasútvonalak
Az állomást az alábbi vasútvonalak érintik:
- Lérouville-Metz-Ville-vasútvonal
- Longuyon-Onville et Pagny-sur-Moselle-vasútvonal

## Kapcsolódó állomások
A vasútállomáshoz az alábbi állomások vannak a legközelebb:
- Gare de Conflans - Jarny
- Gare de Pagny-sur-Moselle
- Gare de Pont-à-Mousson
- Gare de Metz-Ville
- Gare de Lérouville